# Michael Ignatieff
Michael Grant Ignatieff, född den 12 maj 1947 i Toronto, är en kanadensisk historiker, författare, journalist och politiker inom Kanadas liberala parti som var partiledare 2008-2011.

## Uppväxt och utbildning
Ignatieffs farföräldrar kom från den ryska adeln och flydde till Kanada efter ryska revolutionen 1917. Hans farfar var Pavel Ignatieff (1870-1945) som var utbildningsminister under tsar Nikolaj II, och hans farfars far var diplomaten Nikolaj Ignatiev (1832-1908). Michael Ignatieffs far, George Ignatieff, var kanadenisisk diplomat och han tillbringade därför en stor del av sin uppväxt utomlands, på faderns tjänstgöringsorter. Kort efter hans födelse flyttade han med sina föräldrar till New York där hans far var Kanadas representant vid FN:s atomenergikommission (UNAEC). 1959 började han vid Upper Canada College, en internatskola i Toronto.
Ignatieff påbörjade 1965 universitetsstudier vid Trinity College vid University of Toronto. Under universitetsstudierna engagerade han sig politiskt genom att kampanja för den liberale premiärministern Lester Pearson i valrörelsen 1965 och som nationell ungdomsledare för Pearsons efterträdare Pierre Trudeau i valrörelsen 1968. Ignatieff tog bachelorexamen i historia från Trinity College 1969. Han studerade därefter vid Harvard University där han tog en Ph.D. 1976.

## Författarskap och akademisk verksamhet
Ignatieff tillträdde 1976 en position som lärare vid University of British Columbia i Vancouver. 1978 fick han en position vid University of Cambridge. I Cambridge fick han kontakt med andra liberala intellektuella, och deltog i ett diskussionforum kring historia, filosofi och konst, vilket inspirerade honom att bli författare istället för att fortsätta en akademisk karriär.
Hans första bok kom ut 1978, under titeln A Just Measure of Pain, och var en studie av det engelska fängelsesystemet i form av det moderna fängelsets och de nya bestraffningsmetodernas framväxt 1770–1840. Hans två följande böcker var Wealth and Virtue (1983) och The Needs of Strangers (1984). Vid denna tid började han också skriva många tidnings- och tidskriftsartiklar.
Den egna familjen blev föremål för både tidskriftsartiklar och boken The Russian Album (1987), en familjebiografi över fem generationer som belönades med Heinemannpriset. Ignatieff gav sig även på att skriva skönlitteratur i form av Aysa (1991), en berättelse om en ryss i exil under andra världskriget, och Scar Tissue (1993; utgiven på svenska 1994 som Sprickor i vävnaden), en delvis självbiografisk berättelse om en man som tar hand om sin döende mor.
Han var från 1987 knuten till BBC som programledare och presentatör av flera TV-serier med historiska motiv, bland annat Blood and Belonging (1993) om nationalism, som också utkom i bokform 1994 som Blood and Belonging: Journeys Into the New Nationalism. Under 1990-talet återvände han också periodvis till olika universitet som gästprofessor. Hans biografi över Isaiah Berlin från 1998 blev också mycket uppmärksammad.
2001 utsågs Ignatieff som föreståndare för Carr Center for Human Rights Policy vid Harvard University. 2005 lämnade han Harvard och återvände till Kanada för att bli gästprofessor vid University of Toronto, och gick strax därefter in i den kanadensiska politiken.

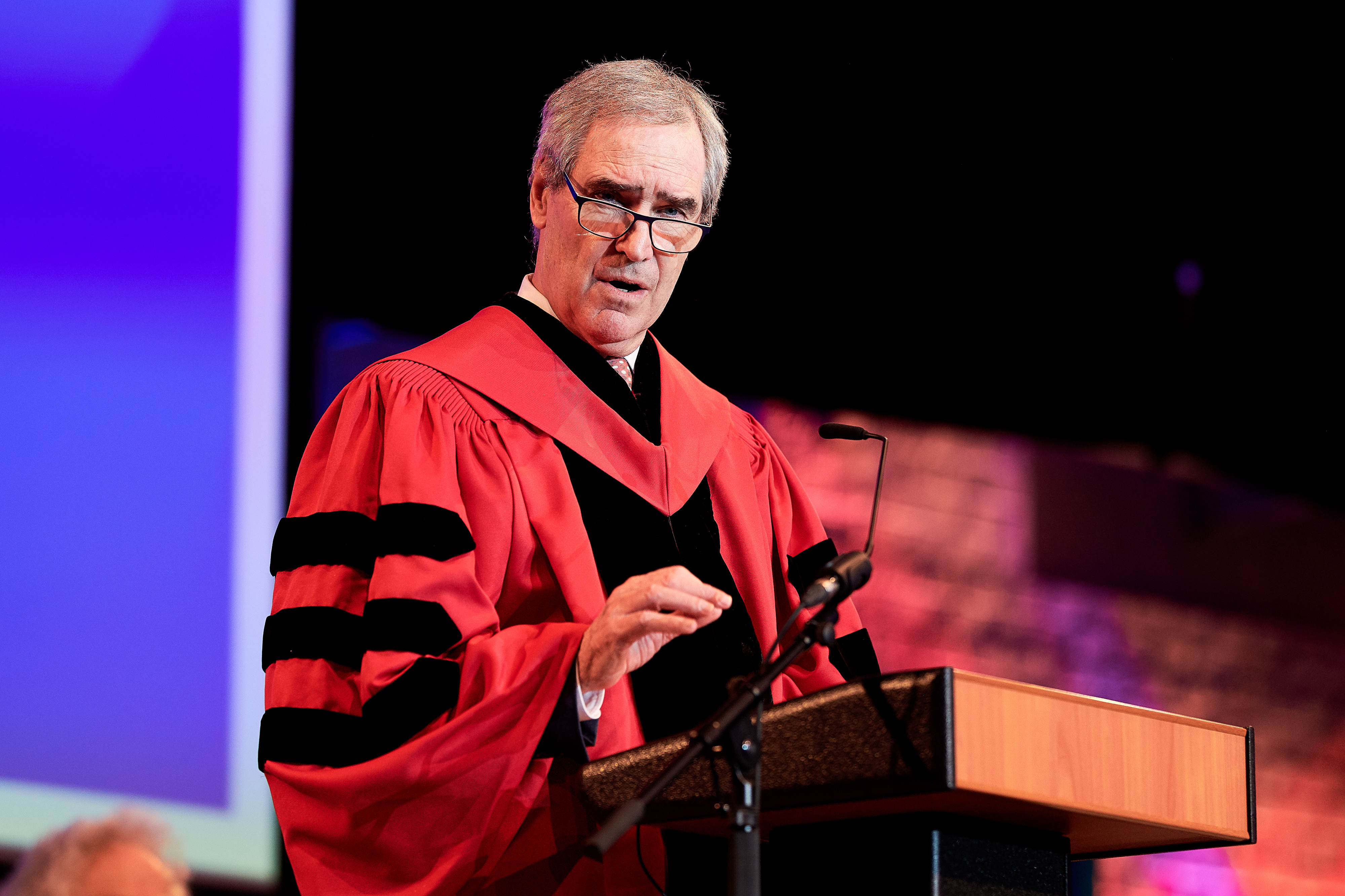
Ignatieff talar vid invigningen av Central European Universitys campus i Wien i november 2019.

Efter att han lämnat parlamentet och partiledarposten 2011 var han verksam vid University of Toronto 2011-2013, först vid Massey College 2011-2012 och därefter som professor vid Munk School of Global Affairs 2012-2013. Han var också verksam vid Carnegie Council for Ethics in International Affairs i New York 2012-2015 och professor vid Shorenstein Center on Media, Politics and Public Policy inom Kennedy School of Government vid Harvard University.
Sedan 2016 är Ignatieff rektor för Central European University (CEU). Under hans rektorstid utspelade sig den konflikt mellan CEU:s grundare George Soros och den ungerska regeringen under Viktor Orbán som ledde till att CEU 2019 flyttade från Budapest till Wien.

## Nationalismforskning
Michael Ignatieffs är intresserad av nationalism och etnisk politik. Hans böcker är ofta essäer och reportage, avsedda för en bred läsekrets, snarare än traditionella akademiska analyser. En viktig utgångspunkt för Michael Ignatieff är hans sociologiska kosmopolitism. Eftersom hans eget utgångsläge var att nationalismen var på utdöende ställer Ignatieff frågan om vad som gör nationalismen möjlig på ett mer grundläggande och rannsakande sätt än nästan alla andra av nationalismens uttolkare. Det som särskilt fångar hans uppmärksamhet är att nationalism, och även främlingsfientlighet, tycks djupast drabba dem som i själva verket har mest gemensamt. Krigen på Balkan blir därvid särskilt illustrativa. Serber och kroater är påfallande lika varandra i de allra flesta avseenden, bortsett från religionen som ändå inte utövades så aktivt av de flesta. Men det skenbart paradoxala i detta, menar Ignatieff, är fullt logiskt. Genom sina iakttagelser och samtal på plats med serber, kroater och andra etniska grupper, försöker tränga bakom teoriernas generaliseringar, in i nationalismens banala, vardagliga mekanismer. Hur vän eller granne kan bli fiende, hur tolkningsmönster och värderingar omformas.
Av detta gör Michael Ignatieff inte någon teori, han formulerar knappt någon tes. Men han gör mekanismerna synliga, och han reder ut komplexa, och som det förefaller helt förvirrade, historiska skeenden under 1980- och 1990-talen till meningsfulla sammanhang. Hans uppfattning kan formuleras i två punkter. Den första gäller den nationalistiska aggressionens drivkrafter. Nationalismen, menar Ignatieff, är ett försvar av små skillnader av den typ som finns på Balkan. Under politiskt sönderfall, som till exempel när det federala Jugoslavien störtade samman, får dessa små skillnader stor betydelse, särskilt om de används i kampen mellan olika etniska grupper om sociala rättigheter. Michael Ignatieff misstror med andra ord nationalismens roll som ideologi och mobiliseringsfaktor; den är sekundär och används bara för att legitimera ett hat och en aggression som redan är för handen. Den andra punkten gäller försvaret av nationen som politisk gemenskap. Michael Ignatieff misstror den postnationalism han tidigare omfattade, och förordar istället en medborgarnationalism. Denna nyvunna övertygelse hos honom hänger samman med hans analys av nationalismens drivkrafter. Eftersom det är ett sönderfall av civilitetens institutioner som möjliggör nationalistisk aggression, så gäller det att till varje pris slå vakt om dessa institutioner. Man kan beklaga att det är så, och inte utan vemod gör Ignatieff det, men än så länge är dessa institutioner i allt väsentligt förankrade i nationalstaterna. Paradoxalt nog utgör alltså den toleranta nationalstatens försvar det verkningsfullaste medlet mot nationalismen.

## Politisk verksamhet
Ignatieff var ledamot av Kanadas underhus för valkretsen Etobicoke-Lakeshore i Ontario, en förortsvalkrets i Toronto-området, från 2006 till 2011.
Han ställde upp i partiledarvalet i december 2006 men förlorade i sista valomgången mot Stéphane Dion och blev i stället vice partiledare. I valet i oktober 2008 gick tappade liberala partiet i röstandel, vilket innebar att den konservative Stephen Harper och hans minoritetsregering kunder sitta kvar. Partiledaren Stéphane Dion avgick därför i december 2008. Ignatieff blev då tillförordnad partiledare och utsågs till ordinarie partiledare 2 maj 2009. Han var samtidigt oppositionsledare.
Under sin tid som partiledare försökte Ignatieff föra liberala partiet i en riktning mot en mer stram ekonomisk politik i kombination med ett bevarande av de välfärdsprogram som utmärkt liberalernas regeringsperiod. Efter att Kanada undkom finanskrisen 2007–2008 med mindre allvarliga konsekvenser än bland annat USA, bibehöll dock det konservativa partiet sitt förtroende inom den ekonomiska politiken. I mars 2011 prickades den konservativa regeringen av en kommitté i parlamentet för att inte ha offentliggjort budgetinformation. Ignatieff initierade då ett misstroendevotum mot regeringen, som ledde till att regeringen Harper fälldes och att Kanada gick till val. Konservativa partiet fokuserade sin valkampanj på ekonomiska frågor, där de åtnjöt förtroende, och Liberala partiet under Ignatieff fick försvara sig från attacker från vänster från Nya demokratiska partiet (NDP), som hade framgångar opinjonen, särskilt i Quebec. Valet i maj 2011 blev en stor motgång för Liberala partiet, som fick sitt sämsta valresultat sedan partiet bildades och blev tredje största parti i underhuset. Ignatieff förlorade också sin plats i parlamentet och avgick som partiledare dagen efter valet.